# USCS Vanderbilt
USCS Vanderbilt var en amerikansk skonert som var i tjänst hos United States Coast Survey som undersökningsfartyg mellan 1842 och 1855. Fartyget togs i tjänst samma år som hon byggdes och verkade längs USA:s östkust under hela hennes karriär.